# مبارك الحجرف
مبارك هيف سعد الحجرف (1 مارس 1970 - )؛ سياسي كويتي، ونائب في مجلس الأمة الكويتي.

## سيرته البرلمانية
شارك في انتخابات مجلس الأمة الكويتي عام 2012 عن الدائرة الرابعة، وحصل على 5,408 صوتاً، ولم يفز، ثم شارك في انتخابات مجلس الأمة الكويتي عام 2016، عن نفس الدائرة وحصل على 4,621 صوتاً، وفاز في المركز الثاني.

## سيرته الذاتية
مبارك الحجرف عضو في جمعية المحامين الكويتية، وهو حاصل على درجة الماجستير في القانون امتياز مع مرتبة الشرف من جامعة الكويت، إضافة إلى دبلوم القانون الخاص جامعة باريس، وفي المرحلة النهائية لمناقشة رسالة الدكتوراة في القانون المدني جامعة باريس الأولى السربون بانتيون.

## أبرز مواقفه في مجلس الأمة

### مجلس الأمة 2016
| استجواب الوزيرة هند الصبيح (يناير 2018)                  | مع الاستجواب |
| استجواب الوزير بخيت الرشيدي (2018)                       | ضد الاستجواب |
| استجواب الوزيرة هند الصبيح (مايو 2018)                   | مع الاستجواب |
| استجواب الوزير خالد الروضان (2019)                       | مع الاستجواب |
| استجواب الوزير محمد الجبري (2019)                        | ضد الاستجواب |
| استجواب الوزير نايف الحجرف (2019)                        | ضد الاستجواب |
| استجواب الوزير براك الشيتان (2020)                       | مع الاستجواب |
| استجواب الوزير أنس الصالح (أغسطس 2020)                   | مع الاستجواب |
| استجواب الوزير سعود هلال الحربي (أغسطس 2020)             | ضد الاستجواب |
| استجواب الوزير سعود هلال الحربي (سبتمبر 2020)            | ضد الاستجواب |
| استجواب الوزير أنس الصالح (سبتمبر 2020)                  | مع الاستجواب |
| تصويت فتح باب ما يستجد من أعمال (تعديل النظام الانتخابي) | موافق        |

### مجلس الأمة 2020
| استجواب الوزير حمد جابر العلي (يناير 2022)    | مع الاستجواب |
| استجواب الوزير أحمد ناصر الصباح (فبراير 2022) | مع الاستجواب |
| استجواب الوزير علي حسين الموسى (مارس 2022)    | مع الاستجواب |